# St. Martini (Wesel)

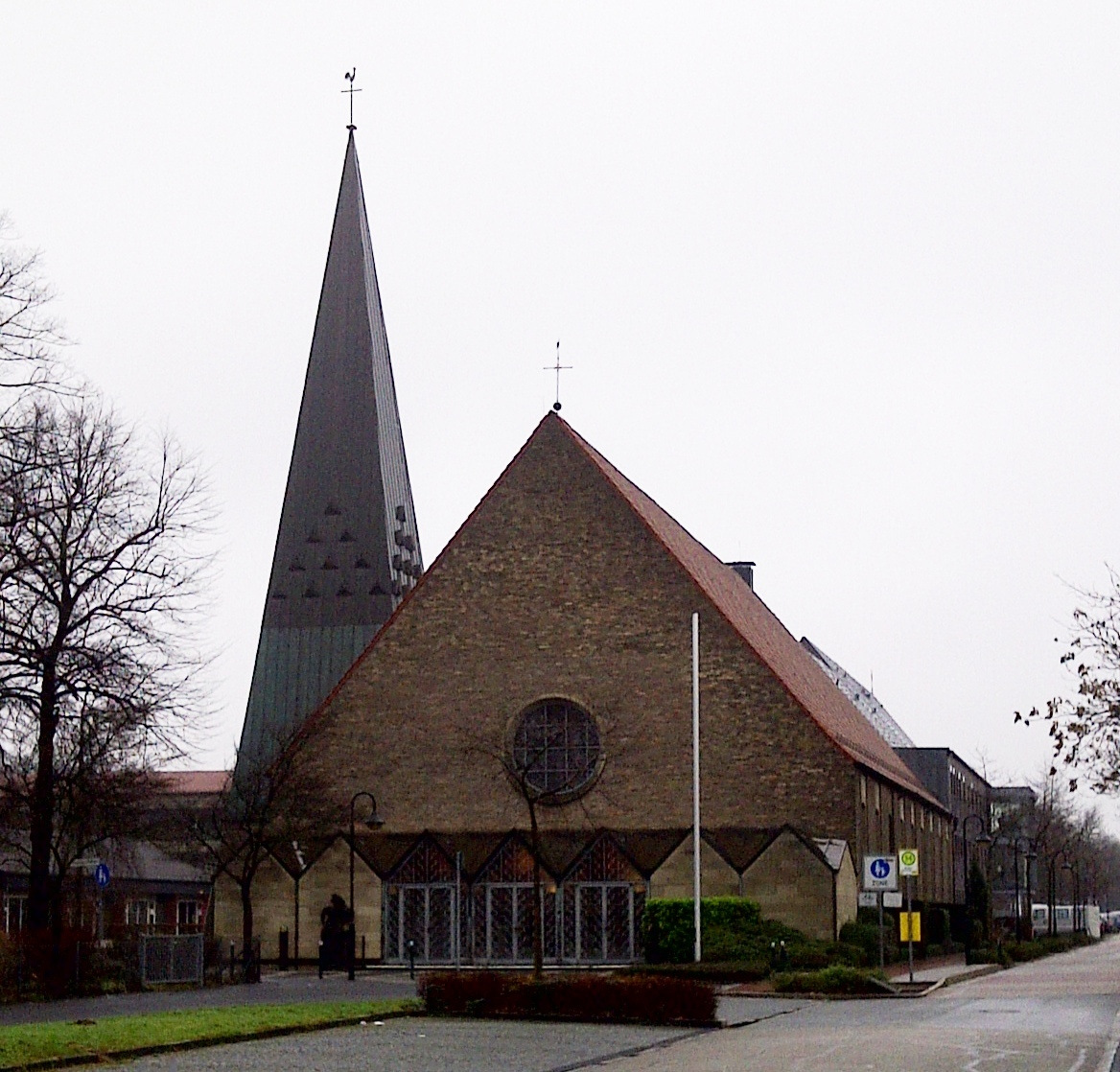
St. Martini

St. Martini ist neben St. Mariä Himmelfahrt die zweite römisch-katholische Kirche in der Altstadt von Wesel. Sie geht zurück auf eine 1436 gegründete Niederlassung der Fraterherren an der Ritterstraße mit dem Patrozinium des heiligen Martin. Nach der Zerstörung der historischen Gebäude im Zweiten Weltkrieg entstand 1947 bis 1949 die heutige Kirche an der Martinistraße. Sie ist seit 2006 Teil der aus den bisherigen Gemeinden Mariä Himmelfahrt und St. Martini neugegründeten Pfarrei St. Martini und wird Pfingsten 2013 mit den weiteren Gemeinden St. Antonius und St. Johannes zur Pfarrei St. Nikolaus Wesel zusammengeführt.

## Geschichte
Das Haus der Fraterherren (Brüder vom gemeinsamen Leben) mit seiner Spiritualität der Devotio moderna überstand die Reformation in Wesel. Es wurde neben dem Dominikanerkloster Mariä Himmelfahrt zum pastoralen Stützpunkt der katholischen Minderheit in der Stadt, seit die beiden Pfarrkirchen St. Willibrord und St. Nikolaus evangelisch waren, und hatte seit 1734 einen festen Pfarrsprengel. Nach der Aufhebung des Fraterherrenkonvents 1804 blieb St. Martini katholische Pfarrkirche. Im Februar 1945 fiel der gesamte Gebäudekomplex den Luftangriffen auf Wesel zum Opfer. Der Neubau auf dem Grundstück einer früheren Reithalle und Kaserne an der nördlichen Parallelstraße war zunächst als Notkirche gedacht. Dank großem Einsatz der Gemeindemitglieder konnte die neue Martinikirche bereits am 16. November 1949 durch den Münsteraner Bischof Michael Keller geweiht werden. Am 2. März 1952 wurden direkt angrenzend ein Altenheim mit dem Namen Martinistift sowie ein Kindergarten eröffnet. Auf dem ursprünglichen Gelände des Fraterhauses befindet sich seit 1953 das Andreas-Vesalius-Gymnasium. Nach Hinzufügung des Turms 1963, eines neuen Eingangsbereichs und einer Marienkapelle erhielt St. Martini bei der letzten grundlegenden Neugestaltung 1997 bis 2000 die heutige Gestalt.

## Architektur
St. Martini hat ein dreischiffiges Langhaus mit integriertem, flach schließendem Altarraum. Die niedrigeren, schmalen Seitenschiffe sind mit schlanken Pfeilern zwischen rechtwinkligen Öffnungen vom Mittelschiff abgeteilt. Alle Gebäudeteile sind innen weiß verputzt und flach gedeckt. Außen trägt das Langhaus ein tief herabgezogenes Satteldach. Der schlichte Westgiebel enthält ein großes Rundfenster. 1963 wurde an der Nordostecke der pyramidenförmige, kupfergedeckte Turm angefügt.

## Ausstattung
Den Inneneindruck bestimmt die moderne Gestaltung des Altarraums von 1999. Die Buntglasfenster stammen aus den 1950er Jahren, der Passionsaltar sowie die Heiligenstatuen, darunter eine Christophorus- und eine moderne St.-Martin-Gruppe, aus verschiedenen Epochen. Die vierzehn Kreuzwegstationen schuf Bert Gerresheim 1989; am Kreuzweg Jesu sind Heilige und Märtyrer des 20. Jahrhunderts dargestellt.

## Orgel
Am 27. Mai 1966 wurde die neue Martinus-Orgel geweiht. Sie hat 33 Register mit 2432 klingenden Pfeifen. Gebaut wurde sie von der Firma Breil, Dorsten.
1 I an II
2 III an II
Sub III an II (Piston)
3 Prinzipal 8
4 Gamba 8
5 Rohrflöte 8
6 Oktave 4
7 Spitzflöte 4
8 Gemshorn 2
9 Mixtur 5f
10 Zimbel 3f
11 Trompete 16
12 Trompete 8

Pedal
13 I an P
14 II an P
15 III an P
16 Prinzipal 16
17 Subbass 16
18 Oktave 8
19 Pommer 8
20 Oktave 4
21 Mixtur 5f
22 Posaune 16
23 Clarine 4

III. Man. (Schwellwerk)
24 Holzgedackt 8
25 Koppelflöte 4
26 Prinzipal 2
27 Terz 1 3/5
28 Nasat 1 1/3
29 Oktave 1
30 Zimbel 3f
31 Krummhorn 8
Sub III an III (Piston)

I. Man. (Nebenwerk)
33 Gedackt 8
34 Prinzipal 4
35 Gedacktflöte 4
36 Oktave 2
37 Sifflöte 1 1/3
38 Sesquialter 2f
39 Scharff 4f
40 Rohrschalmey 8
41 Tremulant
III an I (Piston)

4 Registraturen/Freie Kombinationen (Pistons)